# Ministère de la Santé (Ukraine)
Pour les articles homonymes, voir Ministère de la Santé.
Le ministère de la Santé (ukrainien : Міністерство охорони здоров'я України (МОЗ en fr MOZ)) est un ministère du gouvernement ukrainien créé le 24 septembre 1991.

## Historique
Le ministère se situe au 7 de la rue Hroucheski dans un bâtiment classé. En 1917, avec la formation de la Rada centrale, le gouvernement se dote d'une structure  de gestion des affaires médicales puis, en 1918 avec l'installation de l'Hetmanat est réorganisé. En 1928 le réseau de stations sanitaires se développe en Ukraine et à partir de 1991 avec l'indépendance une nouvelle organisation naissait.

## Organisation

### Les ministres
- Depuis le 20 mai 2021 : Viktor Liachko
- 30 mars 2020 - mai 2021 : Maksym Stepanov
- 4 mars 2020 - 30 mars 2020 : Illia Yemets
- 29 août 2019 - 4 mars 2020 : Zoryana Skaletska
- 27 juillet 2016 - 29 août 2019 : Oulana Souproun
- 2 décembre 2014 - 14 avril 2016 : Aleksander Kvitachvili
- 27 février 2014 - 2 décembre 2014 : Oleh Moussiy
- Février 2012 - 23 février 2014 : Raïssa Bogatyrova
- Mai 2011 - février 2012 : Oleksandr Anichtchenko
- Décembre 2010 - mai 2011 : Illia Yemets
- 11 mars — 21 décembre 2010 : Zinovi Mitnik

...
- Janvier 2000 - novembre 2002: Vitaliy Moskalenko
- Janvier 1999 - janvier 2000 : Raïssa Bogatyrova

...
- Juillet 1996 - juillet 1996 : Yevhen Korolenko
- juillet 1994 - août 1994 : Volodymyr Maltsev
- août 1994 - février 1995 : Volodymyr Bobrov
- juin 1991 - juillet 1994 : Youri Spijenko